# Seebodenalp

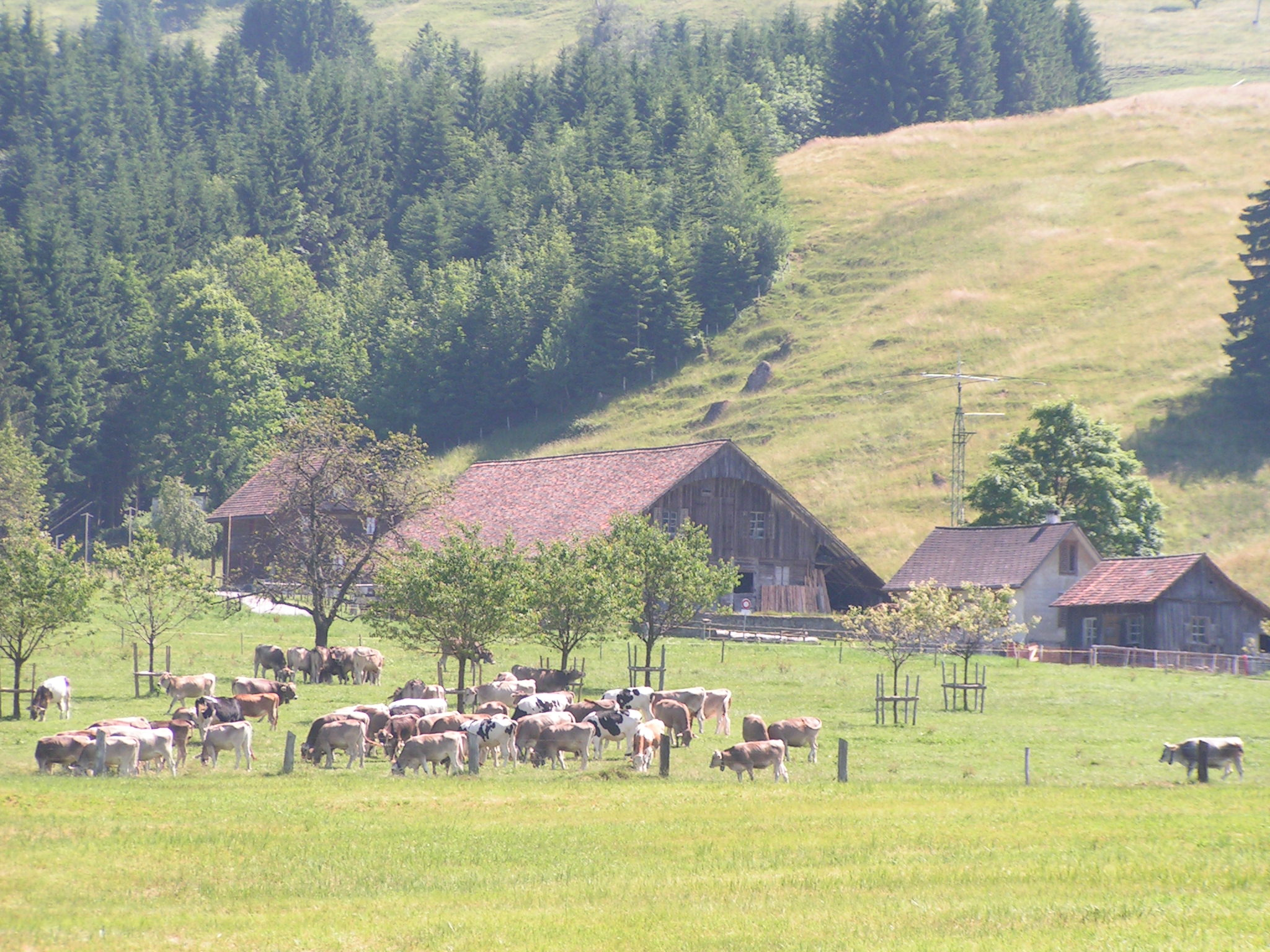
Seebodenalp

Die Seebodenalp ist eine westwärts vorgelagerte Terrasse der Rigi auf 1030 m ü. M. im Kanton Schwyz in der Schweiz. Sie gibt den Blick frei auf das Küssnachter Becken des Vierwaldstättersees, die Stadt Luzern, den Pilatus und auf das Mittelland. Die Seebodenalp ist Teil der Schwyzer Voralpen.
Die Alp ist verkehrstechnisch erschlossen mit einer Luftseilbahn ab Küssnacht, ausserdem mit einer frei befahrbaren Strasse ebenfalls ab Küssnacht.
Als touristische Infrastrukturen sind ein Hotel mit Restaurant, eine Alpwirtschaft und ein Skilift errichtet. Ein dichtes Wanderwegnetz verbindet die Seebodenalp mit der Tourismusregion Rigi.
In den Zwanziger- und Dreissigerjahren des letzten Jahrhunderts fanden nationale Motorradrennen auf der Strecke Küssnacht–Seebodenalp statt. 2005 wurde diese Idee wieder aufgenommen und seither findet dieser Anlass mit historischen Motorrädern alle zwei Jahre an zwei Tagen im September wieder statt.